# Parachartergus apicalis
Parachartergus apicalis är en getingart som först beskrevs av Fabricius 1804.  Parachartergus apicalis ingår i släktet Parachartergus och familjen getingar. Inga underarter finns listade i Catalogue of Life.